# Patricio Vidal
Patricio Elías Vidal (San Miguel de Tucumán, Argentina, 8 de abril de 1992) es un futbolista argentino. Juega de delantero y es actual jugador de Atlético Vinotinto de la Serie B de Ecuador.

## Trayectoria
Vidal debutó en Independiente por la Copa Argentina 2011/12 en la derrota por 2 a 0 en los dieciseisavos de final frente a Belgrano de la mano de Cristian Díaz. Días más tarde jugó su primer partido en Primera División en el recordado 5 a 4 a Boca en La Bombonera anotando el primer gol del partido, a pocos segundos de empezado el mismo.
Luego de la gran levantada del equipo de Díaz le convertiría el parcial 3-1 a Racing en el famoso clásico de Avellaneda, cuando estaba ingresando al campo de juego minutos antes de su gol, el delantero Facundo Parra de gran actuación en el encuentro le dijo a la pasada que el iba a convertir el próximo gol.
Para el Campeonato de Primera División Pato se ganó la titularidad con grandes actuaciones en los primeros 5 partidos de Independiente, luego volvería al banco para los siguientes encuentros desplazado por "Legui".
Para los octavos de final de la Copa Sudamericana 2012 a Pato le llegó la posibilidad de jugar como único delantero acompañado de 3 mediapuntas, teniendo en cuenta que el equipo que dispuso Gallego tuvo mayoría de suplentes, cumplió una gran actuación siendo gran partícipe del primer gol (dando la asistencia) y redondeando un partido muy "picante", en el ST se fue reemplazado por el "Tecla" Farías. Luego quedó en condición de libre.

### Unión Española
En el segundo semestre del 2013 Llega al actual Campeón del fútbol Chileno Unión Española, en modo de préstamo por un año.

## Estadísticas

### Clubes
Actualizado hasta su último partido disputado el 28 de mayo de 2025.
| Club                          | Div.          | Temporada     | Liga  | Liga  | Liga   | Copas nacionales | Copas nacionales | Copas nacionales | Torneos internacionales | Torneos internacionales | Torneos internacionales | Total | Total | Total  | Media goleadora |
| Club                          | Div.          | Temporada     | Part. | Goles | Asist. | Part.            | Goles            | Asist.           | Part.                   | Goles                   | Asist.                  | Part. | Goles | Asist. | Media goleadora |
| ----------------------------- | ------------- | ------------- | ----- | ----- | ------ | ---------------- | ---------------- | ---------------- | ----------------------- | ----------------------- | ----------------------- | ----- | ----- | ------ | --------------- |
| C. A. Independiente Argentina | 1.ª           | 2011-12       | 10    | 2     | 1      | 1                | 0                | 0                | —                       | —                       | —                       | 11    | 2     | 1      | 0.18            |
| C. A. Independiente Argentina | 1.ª           | 2012-13       | 12    | 0     | 0      | —                | —                | —                | 5                       | 0                       | 3                       | 17    | 0     | 3      | 0.00            |
| C. A. Independiente Argentina | Total club    | Total club    | 22    | 2     | 1      | 1                | 0                | 0                | 5                       | 0                       | 3                       | 28    | 2     | 4      | 0.07            |
| Unión Española · Chile        | 1.ª           | 2013-14       | 24    | 3     | 0      | —                | —                | —                | 4                       | 0                       | 0                       | 28    | 3     | 0      | 0.11            |
| Unión Española · Chile        | Total club    | Total club    | 24    | 3     | 0      | 0                | 0                | 0                | 4                       | 0                       | 0                       | 28    | 3     | 0      | 0.11            |
| Unión La Calera · Chile       | 1.ª           | 2014-15       | 15    | 5     | 2      | —                | —                | —                | —                       | —                       | —                       | 15    | 5     | 2      | 0.33            |
| Unión La Calera · Chile       | 1.ª           | 2015-16       | 24    | 6     | 2      | 6                | 2                | 0                | —                       | —                       | —                       | 30    | 8     | 2      | 0.27            |
| Unión La Calera · Chile       | Total club    | Total club    | 39    | 11    | 4      | 6                | 2                | 0                | 0                       | 0                       | 0                       | 45    | 13    | 4      | 0.29            |
| Sarmiento de Junín Argentina  | 1.ª           | 2016-17       | 16    | 2     | 2      | —                | —                | —                | —                       | —                       | —                       | 16    | 2     | 2      | 0.13            |
| Sarmiento de Junín Argentina  | 2.ª           | 2017-18       | 17    | 3     | 0      | 3                | 0                | 0                | —                       | —                       | —                       | 20    | 3     | 0      | 0.15            |
| Sarmiento de Junín Argentina  | Total club    | Total club    | 33    | 5     | 2      | 3                | 0                | 0                | 0                       | 0                       | 0                       | 36    | 5     | 2      | 0.14            |
| Oriente Petrolero · Bolivia   | 1.ª           | 2018          | 21    | 3     | 1      | —                | —                | —                | —                       | —                       | —                       | 21    | 3     | 1      | 0.14            |
| Oriente Petrolero · Bolivia   | Total club    | Total club    | 21    | 3     | 1      | 0                | 0                | 0                | 0                       | 0                       | 0                       | 21    | 3     | 1      | 0.14            |
| C. A. Alvarado Argentina      | 2.ª           | 2019-20       | 9     | 0     | 0      | —                | —                | —                | —                       | —                       | —                       | 9     | 0     | 0      | 0.00            |
| C. A. Alvarado Argentina      | Total club    | Total club    | 9     | 0     | 0      | 0                | 0                | 0                | 0                       | 0                       | 0                       | 9     | 0     | 0      | 0.00            |
| C. D. Olmedo · Ecuador        | 1.ª           | 2020          | 6     | 0     | 0      | —                | —                | —                | —                       | —                       | —                       | 6     | 0     | 0      | 0.00            |
| C. D. Olmedo · Ecuador        | Total club    | Total club    | 6     | 0     | 0      | 0                | 0                | 0                | 0                       | 0                       | 0                       | 6     | 0     | 0      | 0.00            |
| Brown de Adrogué Argentina    | 2.ª           | 2021          | 21    | 4     | 1      | —                | —                | —                | —                       | —                       | —                       | 21    | 4     | 1      | 0.19            |
| Brown de Adrogué Argentina    | 2.ª           | 2023          | 30    | 7     | 3      | —                | —                | —                | —                       | —                       | —                       | 30    | 7     | 3      | 0.23            |
| Brown de Adrogué Argentina    | Total club    | Total club    | 51    | 11    | 4      | 0                | 0                | 0                | 0                       | 0                       | 0                       | 51    | 11    | 4      | 0.22            |
| C. D. Melipilla · Chile       | 2.ª           | 2022          | 18    | 2     | 0      | —                | —                | —                | —                       | —                       | —                       | 18    | 2     | 0      | 0.11            |
| C. D. Melipilla · Chile       | Total club    | Total club    | 18    | 2     | 0      | 0                | 0                | 0                | 0                       | 0                       | 0                       | 18    | 2     | 0      | 0.12            |
| Atlético Rafaela Argentina    | 2.ª           | 2024          | 32    | 0     | 3      | 2                | 1                | 1                | —                       | —                       | —                       | 34    | 1     | 4      | 0.03            |
| Atlético Rafaela Argentina    | Total club    | Total club    | 32    | 0     | 3      | 2                | 1                | 1                | 0                       | 0                       | 0                       | 34    | 1     | 4      | 0.03            |
| Atlético Vinotinto · Ecuador  | 2.ª           | 2025          | 6     | 2     | 0      | —                | —                | —                | —                       | —                       | —                       | 6     | 2     | 0      | 0.33            |
| Atlético Vinotinto · Ecuador  | Total club    | Total club    | 6     | 2     | 0      | 0                | 0                | 0                | 0                       | 0                       | 0                       | 6     | 2     | 0      | 0.33            |
| Total carrera                 | Total carrera | Total carrera | 261   | 39    | 15     | 12               | 3                | 1                | 9                       | 0                       | 3                       | 282   | 42    | 19     | 0.15            |
| 1. 2. 3.                      |               |               |       |       |        |                  |                  |                  |                         |                         |                         |       |       |        |                 |